# Île Grande Terre
Pour les articles homonymes, voir Grande Terre.
L'île Grande Terre est la plus grande île d'Aldabra, un atoll du Sud-Ouest des Seychelles. Inhabitée, elle est incluse dans la réserve naturelle, le site Ramsar, et le site du patrimoine mondial de l'Unesco d'Aldabra.

## Toponymie
L'île Grande Terre est appelée en anglais Grande Terre Island mais aussi South Island qui signifie en français « Île du Sud ».

## Géographie

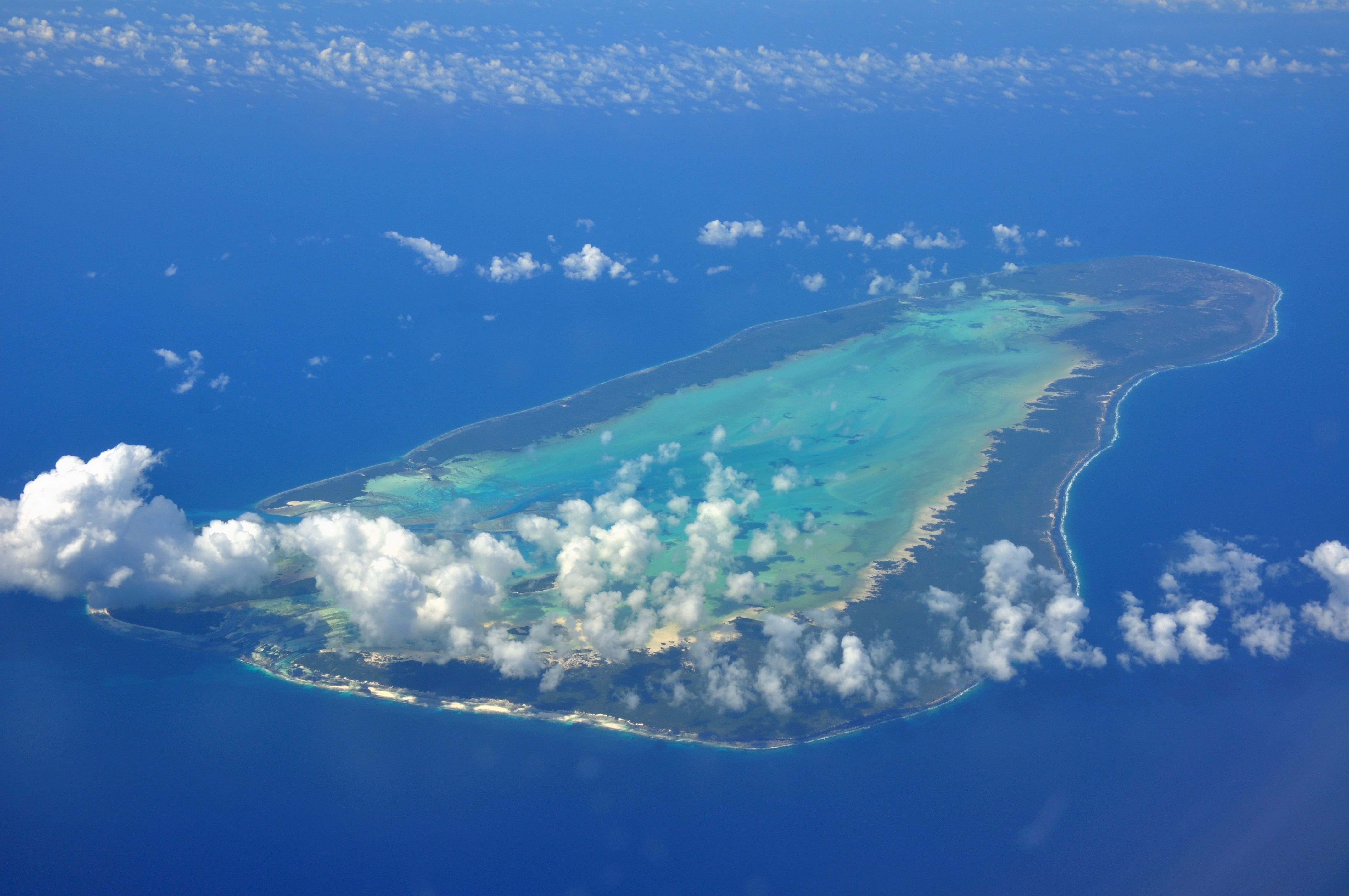
Image aérienne d'Aldabra vue en direction de l'est avec l'île Grande Terre sur la droite.

L'île Grande Terre est la plus grande île d'Aldabra, un atoll des Seychelles situé dans le Sud-Ouest du pays, dans l'Ouest de l'océan Indien. De forme allongée, elle constitue les terres orientales, méridionales et occidentales de l'atoll. Elle est séparée de l'île Picard située au nord par la passe Orientale à l'est et de l'île Malabar à l'ouest par une série de petites passes.
Le littoral tourné vers le large dans le centre de l'île constitue la région la plus aride et la plus inhospitalière de tout Aldabra. Sur sa côte occidentale tournée vers le large se trouve une grande plage de sable qui constitue un des nombreux sites de ponte de l'atoll pour les tortues vertes et imbriquées. Vers le lagon, les côtes sont principalement composées de palétuviers formant des mangroves,. L'intérieur de l'île est constitué d'un calcaire d'origine corallien dont l'altitude ne dépasse pas huit mètres, Aldabra étant un atoll surélevé dont l'ancien récif corallien est désormais émergé,. Ce calcaire fortement érodé prend un aspect déchiqueté, formé d'arêtes coupantes et de cavités remplies d'eau douce et saumâtre,. Le sol mince supporte une végétation relativement basse essentiellement représentée par des filaos et Pemphis acidula. Ces espèces végétales sont adaptées à la sécheresse du climat tropical de ce secteur de l'océan Indien.
Le plus grand nombre de tortues géantes des Seychelles qui constitue une colonie de 150 000 individus,, à Aldabra se trouve dans l'Est de l'île Grande Terre, dans une zone couverte d'une forêt dense et de prairies poussant sur un sol de calcaire corallien peu érodé et dunaire. L'île abrite aussi de nombreux oiseaux tels que le phaéton à brins rouges, la frégate ariel et la frégate du Pacifique,,,.
La dernière population de chèvres de l'atoll se trouve sur l'île Grande Terre. Cette espèce était présente également sur les îles Malabar, Picard et Polymnie jusqu'en 1997 lorsqu'elle y a été éliminée par une campagne d'éradication. Malgré l'augmentation probable de leur nombre, il est toujours prévu de les éliminer d'Aldabra. L'île abrite aussi une importante population de chats.

## Histoire
Probablement découverte par des marins arabes à la fin du Moyen Âge, l'île Grande Terre est connue de manière certaine en 1517 lorsqu'Aldabra apparaît pour la première fois sur des cartes portugaises.
Bien qu'étant la plus grande île de l'atoll, l'île Grande Terre n'a jamais été habitée, le seul campement d'Aldabra se trouvant sur l'île Picard. Néanmoins, les Seychellois présents sur cette île de la fin du XIXe siècle,,, jusqu'à la protection de l'atoll dans les années 1970 y ont chassé la tortue géante des Seychelles.